# 혹성의 위기
혹성의 위기(Krull)는 영국에서 제작된 피터 예이츠 감독의 1983년 판타지, 액션, 모험, SF 영화이다. 켄 마샬 등이 주연으로 출연하였고 론 실버맨 등이 제작에 참여하였다.

## 출연

### 주연
- 켄 마샬
- 리셋 안소니
- 프레디 존스

### 조연
- 프란체스카 애니스
- 아런 암스트롱
- 데이비드 배틀리
- 버나드 브레슬로우
- 리암 니슨
- 존 웰쉬
- 그라함 맥그러스
- 토니 처치
- 버나드 아카드
- 벨린다 메인
- 디큰 애쉬워스
- 토드 카티
- 로비 콜트레인
- 앤디 브래드포드
- 빌 웨스톤

## 제작진
- 협력프로듀서: 제프리 헬먼
- 미술: 스티븐 B. 그림스
- 의상: 안소니 멘들슨
- 배역: 팻시 폴락